# Украсть Бельмондо
Украсть Бельмондо (бел. Скрасці Бельмандо) – белорусский шестисерийный комедийный сериал с киноверсией. Главные роли сыграли Олег Нестеров, Анна Бондарева, Анатолий Кот и Александр Панкратов-Чёрный.
Премьера киноверсии состоялась 8 октября 2012 года в Белоруссии. С 27 ноября по 1 декабря телеверсия была показана на канале «Беларусь 1». Также фильм был показан на фестивале «Дожинки 2012», Белорусском фестивале национальных фильмов 2012, фестивале  «Листопад 2012», «Бригантина 2013», «Киношок 2013».

## Сюжет
От московского писателя Венедикта Бакунина (Олег Нестеров) уходит любимая женщина Яна (Анна Бондарева). Из-за этого он не может вовремя сдать свой роман в издательство. Поспорив с издателем, что закончит работу за три месяца если поедет в Париж, Бакунин уезжает, но не в столицу Франции, а в одноимённое село в Белоруссии. Увлечённый работой, он не замечает, что за его котом редкой породы Бельмондо охотятся несколько жуликов.

## В ролях
| Актёр                      | Роль                                |
| -------------------------- | ----------------------------------- |
| Олег Нестеров              | писатель Венедикт Бакунин           |
| Анна Бондарева             | Яна                                 |
| Анатолий Кот               | Глюкин                              |
| Андрей Добровольский       | Базель                              |
| Александр Панкратов-Чёрный | дед Корней                          |
| Александр Вергун           | Митя                                |
| Пётр Елфимов               | Антуан Гренье                       |
| Сергей Журавель            | Владимир Анатольевич агент Бакунина |
| Евгений Ивкович            | писатель Стас Горелов               |
| Владимир Мищанчук          | мэр Парыжа Василь Васильевич        |
| Светлана Зеленковская      | Лида                                |
| Анастасия Боброва          | Маргарита                           |
| Геннадий Давыдько          | издатель Борис Игоревич             |
| Андрей Олиференко          | Ростислав Астахов                   |
| Татьяна Гаркуша            | Анна Семёновна                      |
| Полина Стрельникова        | Галина                              |
| Иван Трус                  | Афанасий                            |
| Анатолий Голуб             | Толик                               |
| Татьяна Калих              | фотомодель                          |
| Виктор Васильев            | участковый Михалыч                  |
| Валерия Арланова           | Вероника подруга Яны                |
| Александр Кашперов         | инспектор ДПС                       |

## Съёмочный процесс
Съёмки начались в августе 2011 года в Острошицком Городке и продолжались 50 дней.
Черновое название фильма было «Украсть Бельмондо, или Хай-тэк у вашу хату».

## Выход
В первый день проката в Гомеле и Гомельской области фильм посмотрели 6,67 тысяч зрителей, а выручка от продажи билетов превысила 23,6 миллионов рублей.
За время проката картины в кинотеатрах её посмотрели около 70 тысяч человек.